# Voznesenivka
Voznesenivka (ukrajinsky Вознесенівка) je město v Luhanské oblasti na Ukrajině. Leží v oblasti Donbasu v sousedství hranice s Ruskou federací na půl cesty mezi ukrajinským Sverdlovskem a ruským Gukovem v Rostovské oblasti. V roce 2014 v ní žilo přes patnáct tisíc obyvatel.

## Dějiny
Voznesenivka vznikla pod jménem Červonopartyzansk (ukrajinsky Червонопартизанськ; rusky Червонопартизанск – Červonopartizansk) v roce 1956 jako sídlo městského typu sloučením několik menších sídel v blízkosti dolu Červonyj partyzan (ukrajinsky Червоний партизан) otevřeného v roce 1947. Na město byla povýšen hned v roce 1960. V roce 2016 byla přejmenována na Voznesenivku v rámci odstraňování připomínek komunistické vlády na Ukrajině.